# Conseil exécutif du Nouveau-Brunswick
Le Conseil exécutif du Nouveau-Brunswick, appelé communément le cabinet du Nouveau-Brunswick, est le cabinet de cette province. Il est présidé par le premier ministre du Nouveau-Brunswick, actuellement Susan Holt, et composé généralement de membres de l'Assemblée législative du Nouveau-Brunswick. Le conseil actuel a été assermenté le 2 novembre 2024.

## Composition actuelle
| Nom                   | Ministère | Depuis          |
| --------------------- | --- | --------------- |
| Susan Holt            | Présidente du Conseil exécutif                                                                                       | 2 novembre 2024 |
| Susan Holt            | Premier ministre du Nouveau-Brunswick                                                                                | 2 novembre 2024 |
| Susan Holt            | Ministre des Langues officielles                                                                                     | 2 novembre 2024 |
| René Legacy           | Vice-premier ministre du Nouveau-Brunswick                                                                           | 2 novembre 2024 |
| René Legacy           | Ministre des Finances et du Conseil du trésor                                                                        | 2 novembre 2024 |
| René Legacy           | Ministre responsable de l'Énergie                                                                                    | 2 novembre 2024 |
| René Legacy           | Ministre responsable de la Loi sur le droit à l'information et la protection de la vie privée.                       | 2 novembre 2024 |
| Rob McKee             | Ministre de la Justice et Procureur général                                                                          | 2 novembre 2024 |
| Rob McKee             | Ministre responsable des Services de santé mentale et de traitement des dépendances                                  | 2 novembre 2024 |
| John Dornan           | Ministre de la Santé                                                                                                 | 2 novembre 2024 |
| Claire Johnson        | Ministre de l'Éducation et du Développement de la petite enfance                                                     | 2 novembre 2024 |
| Keith Chiasson        | Ministre des Affaires autochtones                                                                                    | 2 novembre 2024 |
| Cindy Miles           | Ministre du Développement social                                                                                     | 2 novembre 2024 |
| Cindy Miles           | Ministre responsable de la Société de l'inclusion économique et sociale                                              | 2 novembre 2024 |
| Chuck Chiasson        | Ministre des Transports et de l'Infrastructure                                                                       | 2 novembre 2024 |
| Gilles LePage         | Ministère de l'Environnement et du Changement climatique                                                             | 2 novembre 2024 |
| Gilles LePage         | Ministre responsable de la Société de développement régional                                                         | 2 novembre 2024 |
| Aaron Kennedy         | Ministre des Gouvernements locaux                                                                                    | 2 novembre 2024 |
| Aaron Kennedy         | Ministre responsable de Service Nouveau-Brunswick                                                                    | 2 novembre 2024 |
| Isabelle Thériault    | Ministre du Tourisme, du Patrimoine et de la Culture                                                                 | 2 novembre 2024 |
| Robert Gauvin         | Ministre de la Sécurité publique                                                                                     | 2 novembre 2024 |
| Robert Gauvin         | Ministre responsable de la Francophonie                                                                              | 2 novembre 2024 |
| Alyson Townsend       | Ministre de l'Éducation postsecondaire, de la Formation et du Travail                                                | 2 novembre 2024 |
| Alyson Townsend       | Ministre responsable du Conseil de la recherche et de la productivité                                                | 2 novembre 2024 |
| Alyson Townsend       | Ministre responsable de la Loi sur la responsabilisation et la présentation de rapports en matière de réglementation | 2 novembre 2024 |
| John Herron           | Ministre des Ressources naturelles                                                                                   | 2 novembre 2024 |
| Pat Finnigan          | Ministre de l'Agriculture, de l'Aquaculture et des Pêches                                                            | 2 novembre 2024 |
| Lyne Chantal Boudreau | Ministre responsable des Aînés                                                                                       | 2 novembre 2024 |
| Lyne Chantal Boudreau | Ministre responsable de l’Égalité des femmes                                                                         | 2 novembre 2024 |
| Jean-Claude D'Amours  | Ministre des Affaires intergouvernementales                                                                          | 2 novembre 2024 |
| Jean-Claude D'Amours  | Ministre responsable de l'Immigration                                                                                | 2 novembre 2024 |
| Jean-Claude D'Amours  | Ministre responsable des Affaires militaires                                                                         | 2 novembre 2024 |
| David Hickey          | Ministre responsable de la Société d'habitation du Nouveau-Brunswick                                                 | 2 novembre 2024 |
| Luke Randall          | Ministre responsable d'Opportunités NB                                                                               | 2 novembre 2024 |
| Luke Randall          | Ministre responsable du Développement économique et des Petites Entreprises                                          | 2 novembre 2024 |
| Luke Randall          | Ministre responsable d'Alcool NB et de Cannabis NB                                                                   | 2 novembre 2024 |

## Ministères
1. Premier ministre du Nouveau-Brunswick et Ministère des Affaires intergouvernementales du Nouveau-Brunswick, Brian Gallant.
2. Ministère des Services gouvernementaux (Nouveau-Brunswick) et  Secrétariat des Affaires autochtones, Ed Doherty.
3. Ministère de l'Éducation et du Développement de la petite enfance du Nouveau-Brunswick, Serge Rousselle.
4. Ministère de l'Énergie et des Mines (Nouveau-Brunswick), Donald Arseneault.
5. Ministère de l'Environnement du Nouveau-Brunswick et  Ministère des Gouvernements locaux du Nouveau-Brunswick ou Ministère de l'Environnement et des Gouvernements locaux, Brian Kenny.
6. Ministère de la Justice et du Procureur général (Nouveau-Brunswick) ou Ministère de la Justice et de la Consommation du Nouveau-Brunswick, Stephen Horsman.
7. Ministère du Mieux-être, de la Culture et du Sport, Cathy Rogers.
8. Ministère des Pêches du Nouveau-Brunswick, Rick Doucet.
9. Ministère de la Santé (Nouveau-Brunswick), Victor Boudreau.
10. Ministère des Finances du Nouveau-Brunswick, et Ministère des Transports et de l'Infrastructure du Nouveau-Brunswick, Roger Melanson.